# Mini-Sinkanszen
Mini-Sinkanszen azoknak a Sinkanszen vonalaknak a neve Japánban, melyek nem új építésűek, hanem a már meglévő 1067 mm-es nyomtávú vasútvonalak 1435 mm-esre történő átépítésével születtek. Erre azért volt szükség, mert a felesleges átszállás nagyban megnövelte a menetidőt. Egyelőre csak két vonal épült át: először a Jamagata Sinkanszen 90 km hosszan Jamagata és Fukusima között 1988 és 1992 között, majd az Akita Sinkanszen 1997-ben nyílt meg. 1999-ben meghosszabbították a Jamagata sinkanszent Jamagatától Sindzsóig mellyel a vonal hossza mintegy 150 km hosszúra növekedett.[forrás?] Ezeken az átépített vonalakon a maximális sebesség 130 km/h.

## Mini-Sinkanszen járművek

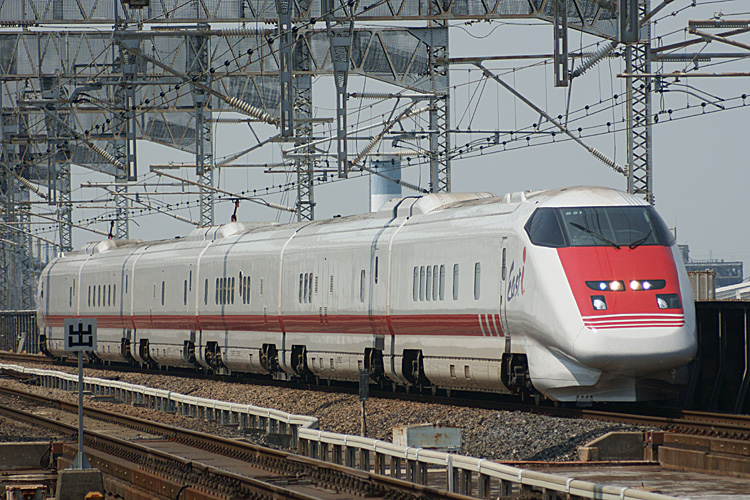
Mini-Sinkanszen Omija állomáson 2001 májusában

A Mini-Sinkanszen vonalakon az alábbi járművek közlekednek:
- Sinkanszen 400-as sorozat, Jamagata Sinkanszen (1992–2009)
- Sinkanszen E3, Akita Sinkanszen (1997–) és Jamagata Sinkanszen (1999–)
- Doctor Yellow karbantartó és ellenőrző jármű
- Fastech 360 kísérleti vonat (2006–2008)
- Sinkanszen E6, 2013-tól az Akita Sinkanszen vonalon

## Mini-Sinkanszen vonalak
- Jamagata Sinkanszen
- Akita Sinkanszen